# Astropyga radiata
Oursin rouge
Espèce
Astropyga radiata, l’Oursin rouge, est une espèce d'oursins réguliers tropicaux de la famille des Diadematidae, qui se caractérise par sa grande taille et ses couleurs vives.

## Description
C'est un gros oursin souvent rouge sombre mais dont la couleur peut aussi s'étaler sur une gamme allant du beige au noir profond en passant par de nombreuses nuances de violet, de rouge et d'orange. Sa forme est aplatie, et les longues épines noires ou fauves regroupées en faisceaux laissent apparaître cinq zones nues en forme de chevrons le plus souvent d'un rouge profond, qui font penser à une croix de Malte à cinq branches. Ces zones sont en fait les aires interambulacraires, et sont bordées de points bleus iridescents très lumineux (mais non bioluminescents). 
Les juvéniles sont généralement d'un rouge plus clair voire presque blancs, et ce trait peut persister dans une certaine mesure chez les adultes, expliquant la présence d'individus rouges ou même beiges au milieu d'un groupe d'oursins presque noirs. Les piquants, longs, fins et creux, sont annelés chez les jeunes individus, et peuvent le demeurer chez les individus conservant une couleur claire ; ils sont de deux sortes, les plus longs servant principalement à la locomotion et les plus courts à la défense, équipés de glandes à venin. Le test (coquille) légèrement flexible de cet oursin peut dépasser 20 cm de diamètre, avec une longueur maximale des épines de 5 cm. Plus ils grossissent et plus leur forme devient aplatie (alors que les juvéniles sont quasiment sphériques). La papille anale, protubérante, est bien visible sur la face aborale, et sa couleur est généralement proche de celle de l'« étoile ».

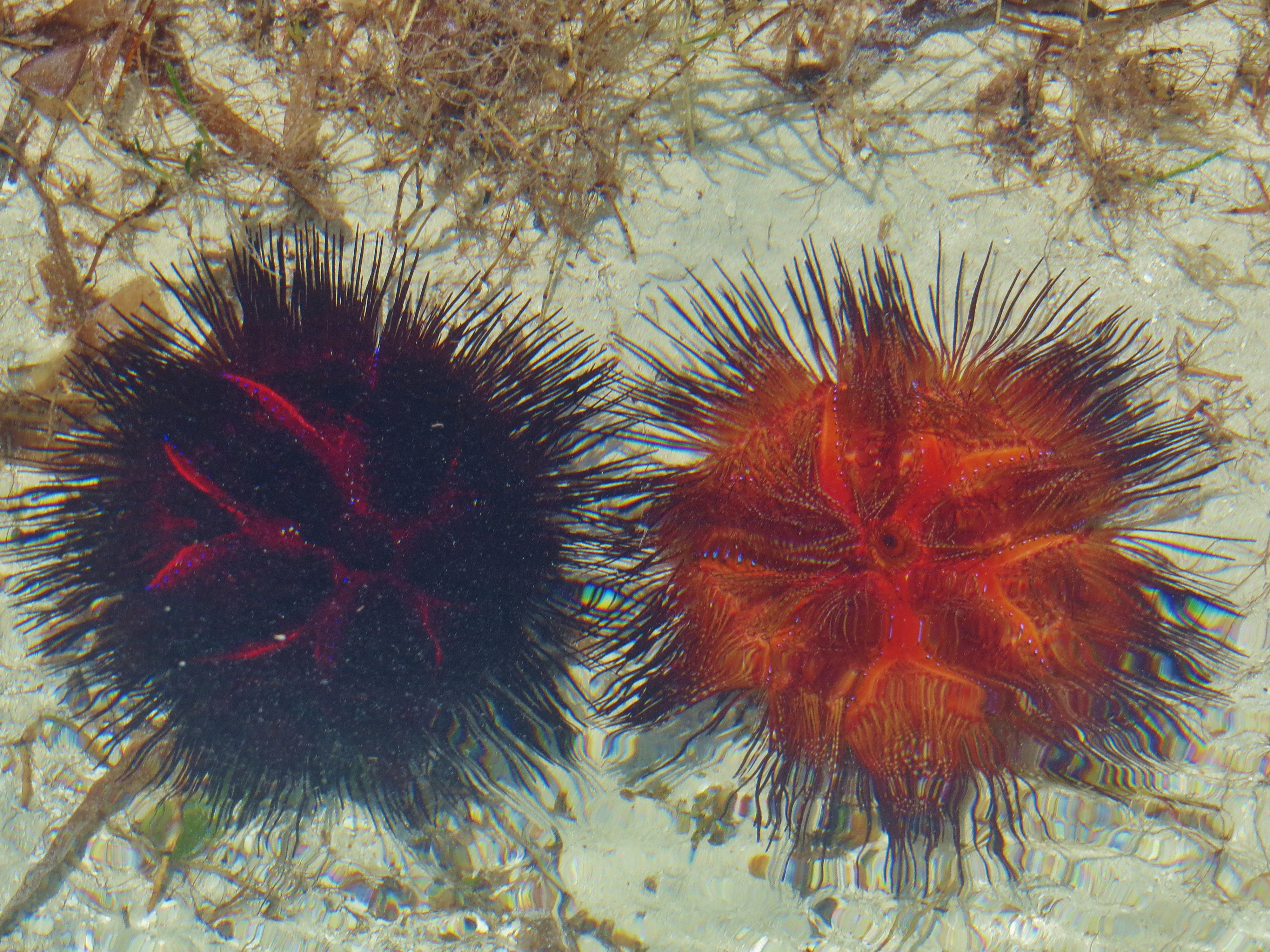
Forme noire et forme rouge, observées au Kenya.
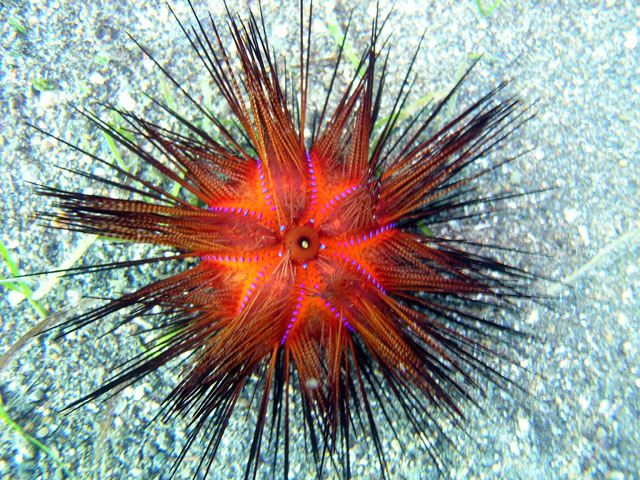
Forme orangée aux Philippines.
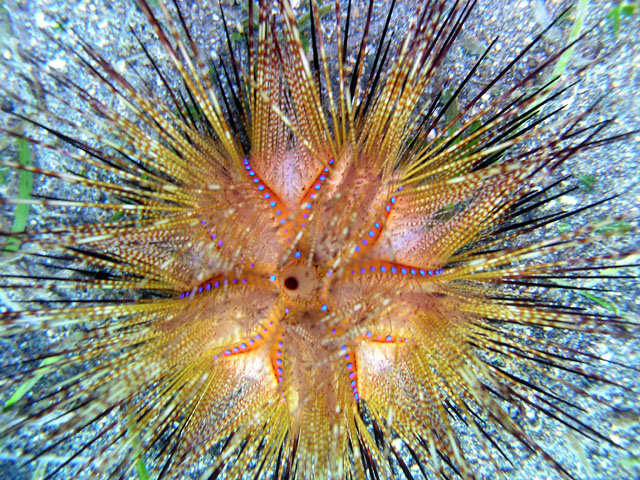
Forme claire aux Philippines.
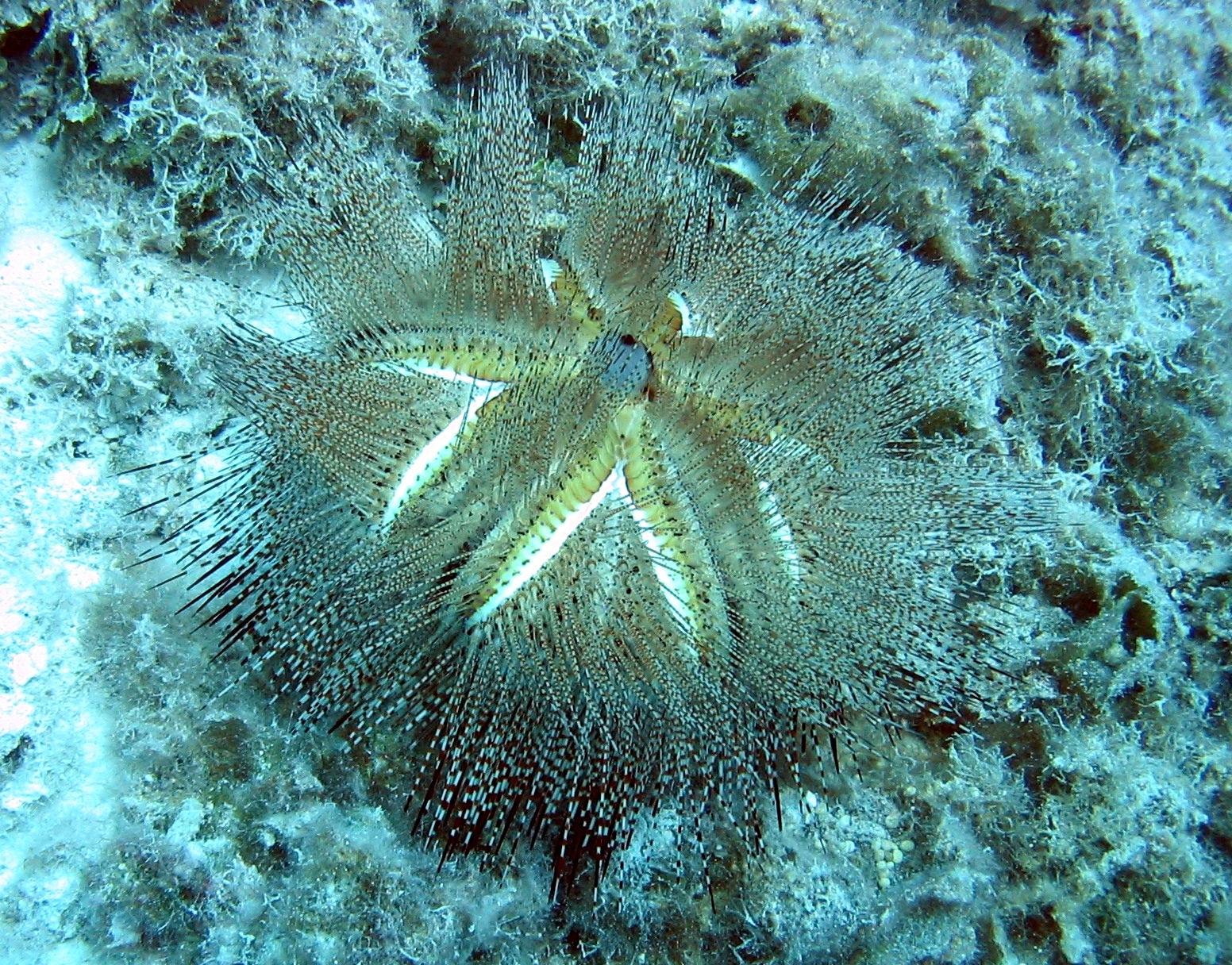
Forme blanche (rare), observée à Hawaï.
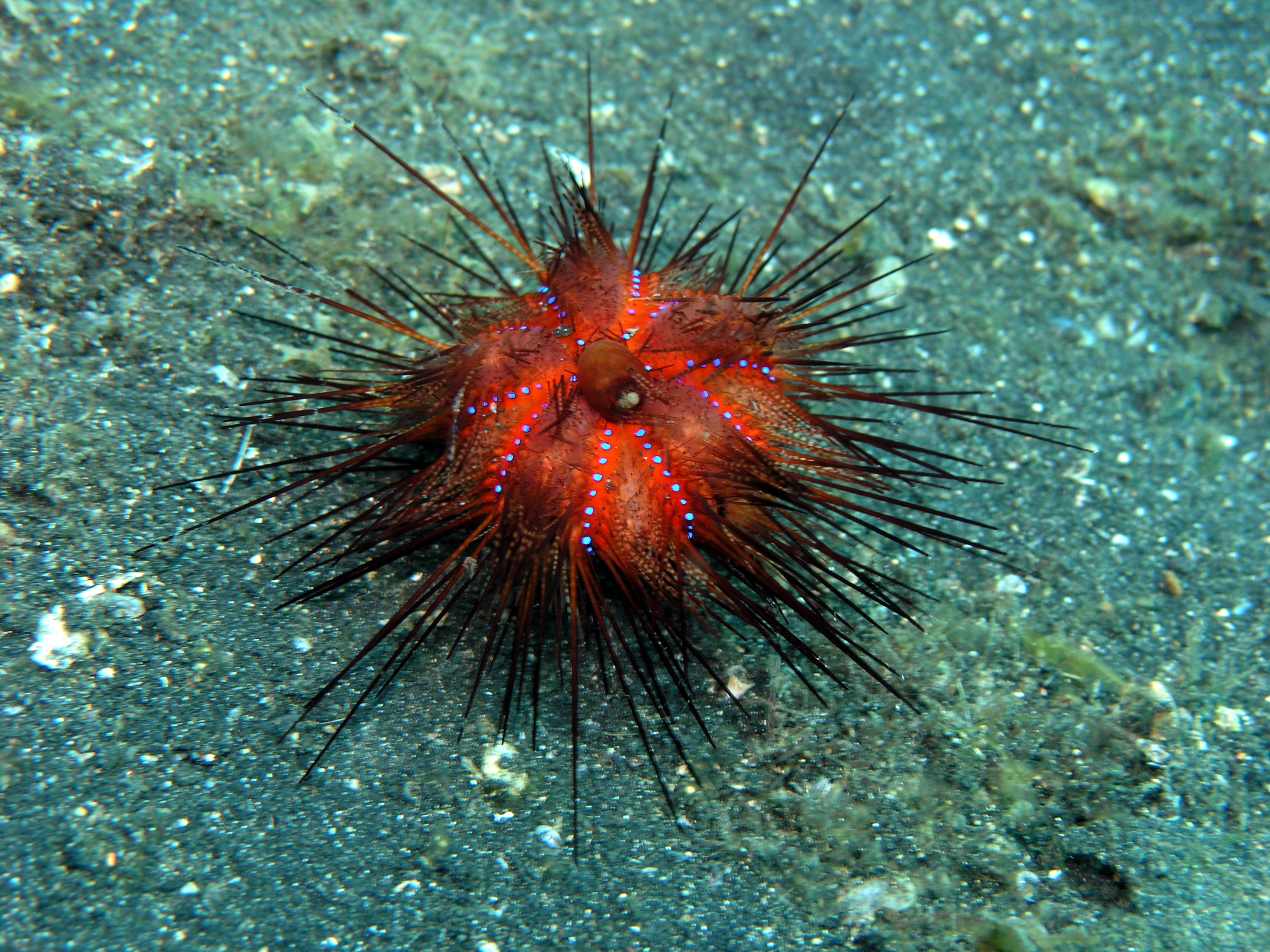
Jeune oursin rouge observé en Indonésie.
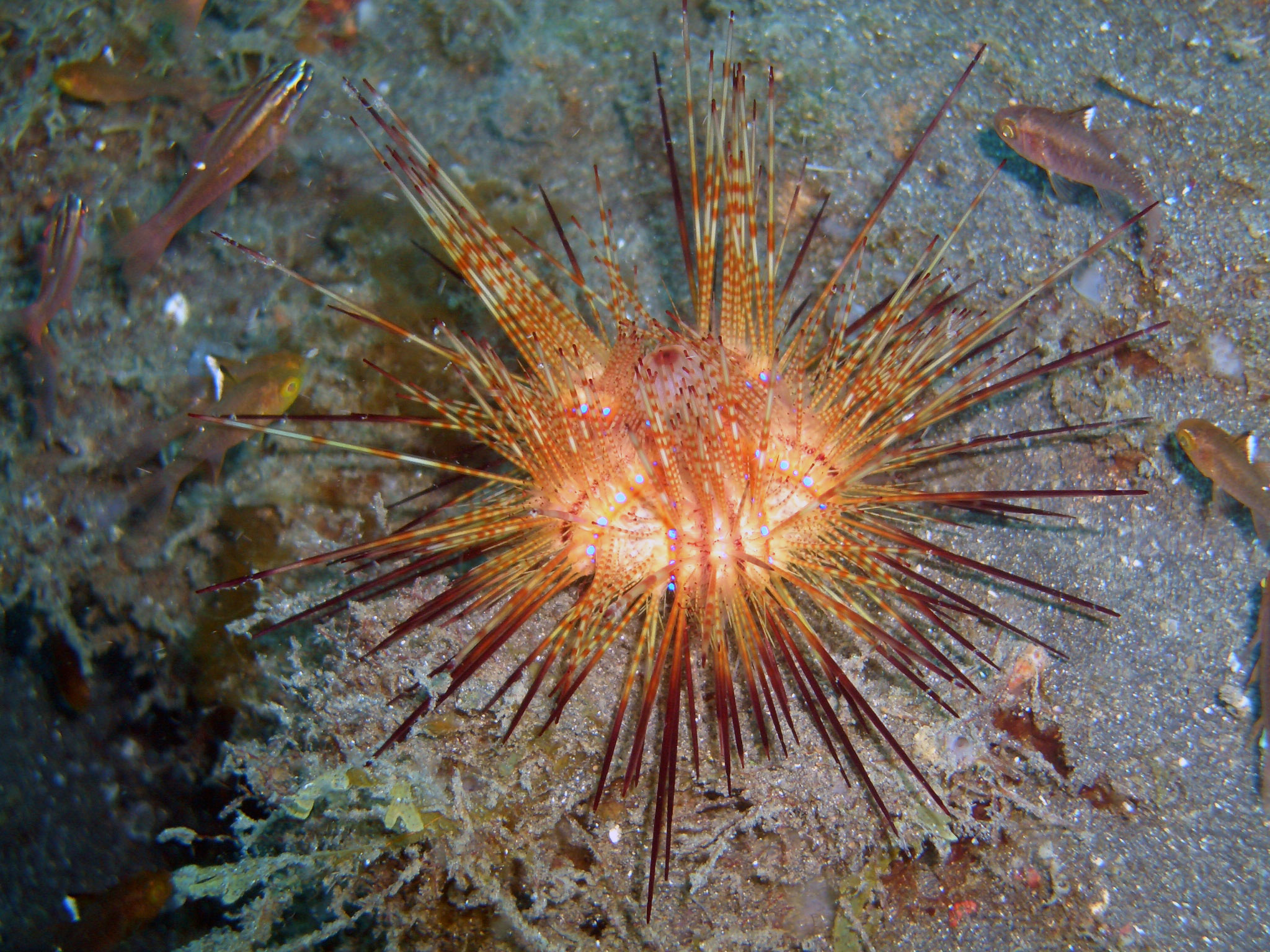
Autre juvénile aux couleurs plus claires.

Il ressemble, notamment dans ses formes claires, à son cousin des Caraïbes l'« Oursin magnifique » (Astropyga magnifica), mais ils ne partagent pas la même aire de répartition.

Il ne doit pas être confondu avec l'« Oursin de feu » (Asthenosoma varium), aux radioles plus courtes et « perlées », et sans papille anale.

Plus rares mais plus ressemblants, les oursins du genre Chaetodiadema et notamment Chaetodiadema granulatum sont extrêmement proches, mais ce dernier a des radioles plus longues et plus fines, le test plus petit et plus aplati, les radioles orales indifférenciées, et des iridophores plutôt sous forme de lignes que de points. 

### Caractéristiques squelettiques du test
Le test est déprimé chez l'adulte, avec un système apical surbaissé et une face orale presque parfaitement plane. Le disque apical est monocyclique, portant des plaques génitales triangulaires très étirées. Le péristome est presque nu, portant simplement 5 paires de petites plaques buccales, et laissant apparaître des échancrures branchiales larges mais courtes. Les tubercules primaires des aires ambulacraires sont alignés en méridiens, à raison d'un tubercule toutes les deux plaques. Les ambulacres sont trigéminés, les pores formant des arcs.

## Habitat et répartition

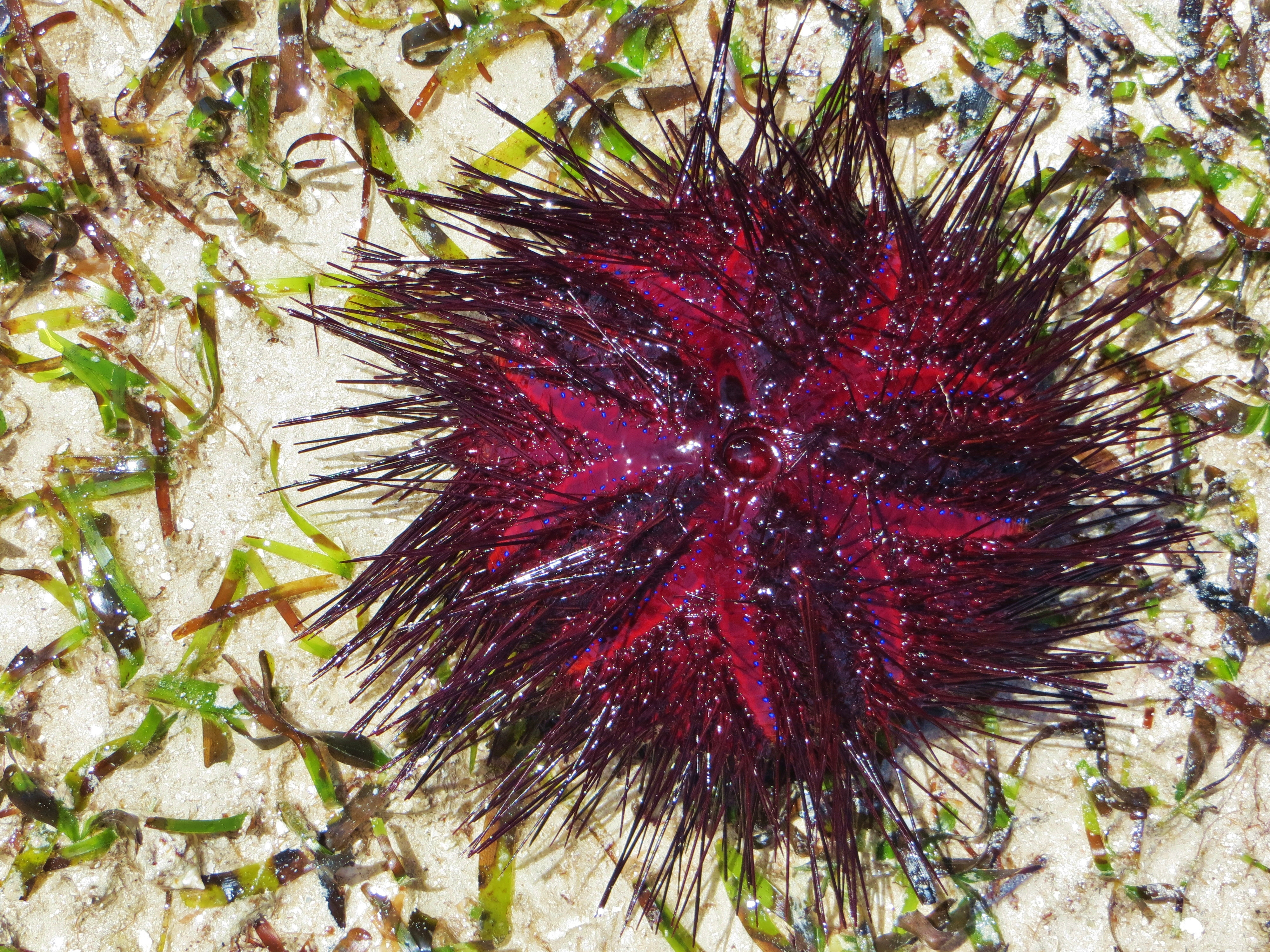
Un oursin rouge, émergé à l'occasion d'une forte marée basse.

L'oursin rouge est assez commun dans l'océan Indien et une partie de l'océan Pacifique. Il se rencontre de l'Afrique du Sud à la mer Rouge, et des îles Hawaï à la grande barrière de corail en Australie,.
Les adultes matures vivent entre 0 et 30 m de profondeur, et se rencontrent le plus souvent sur les herbiers et les étendues de sable des lagons coralliens, mais aussi parfois jusque sur les pentes externes des barrières de corail. Les juvéniles, plus vulnérables, se dissimulent la journée et attendent la nuit pour sortir se nourrir.

## Écologie et comportement

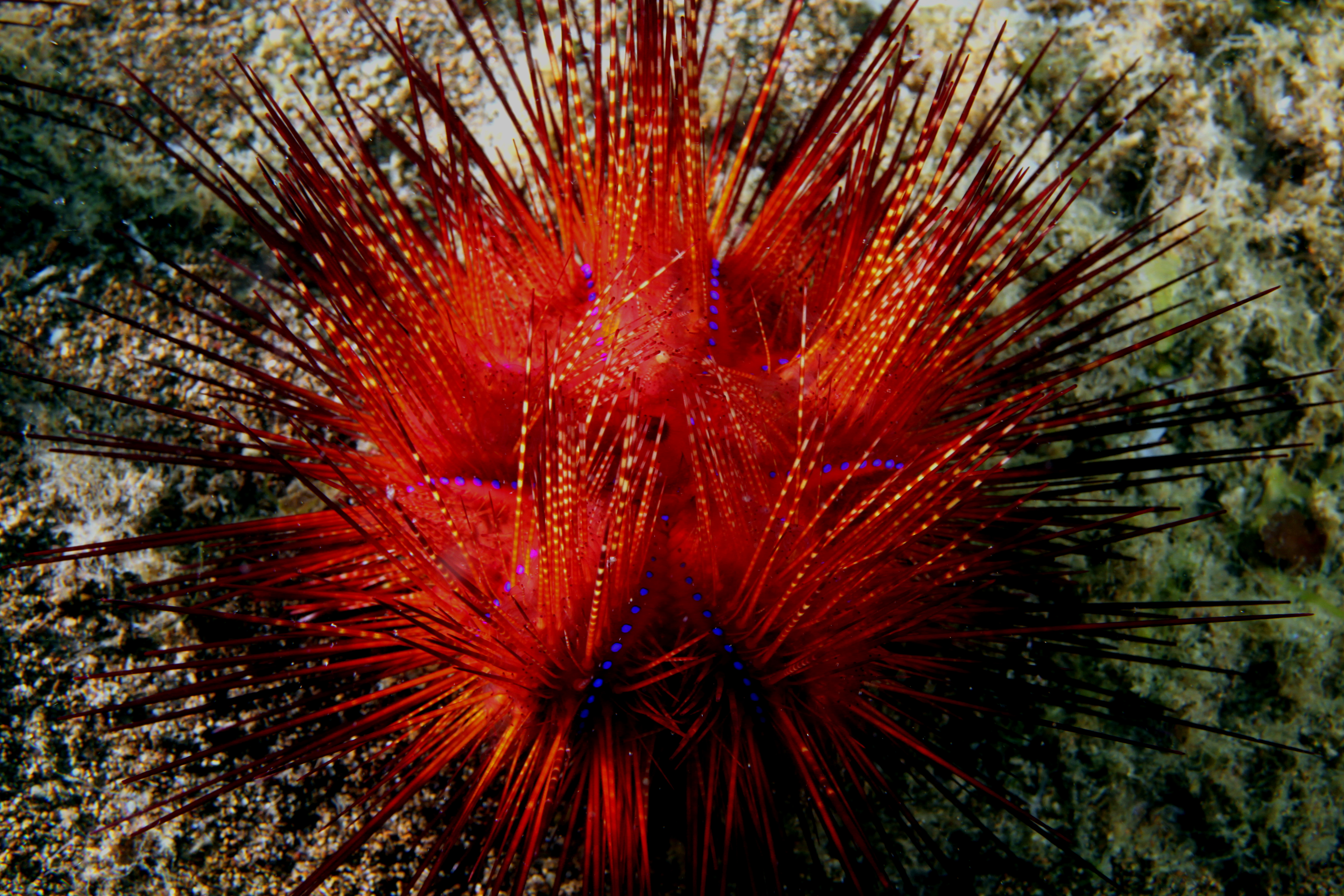
Un oursin rouge aux Philippines.

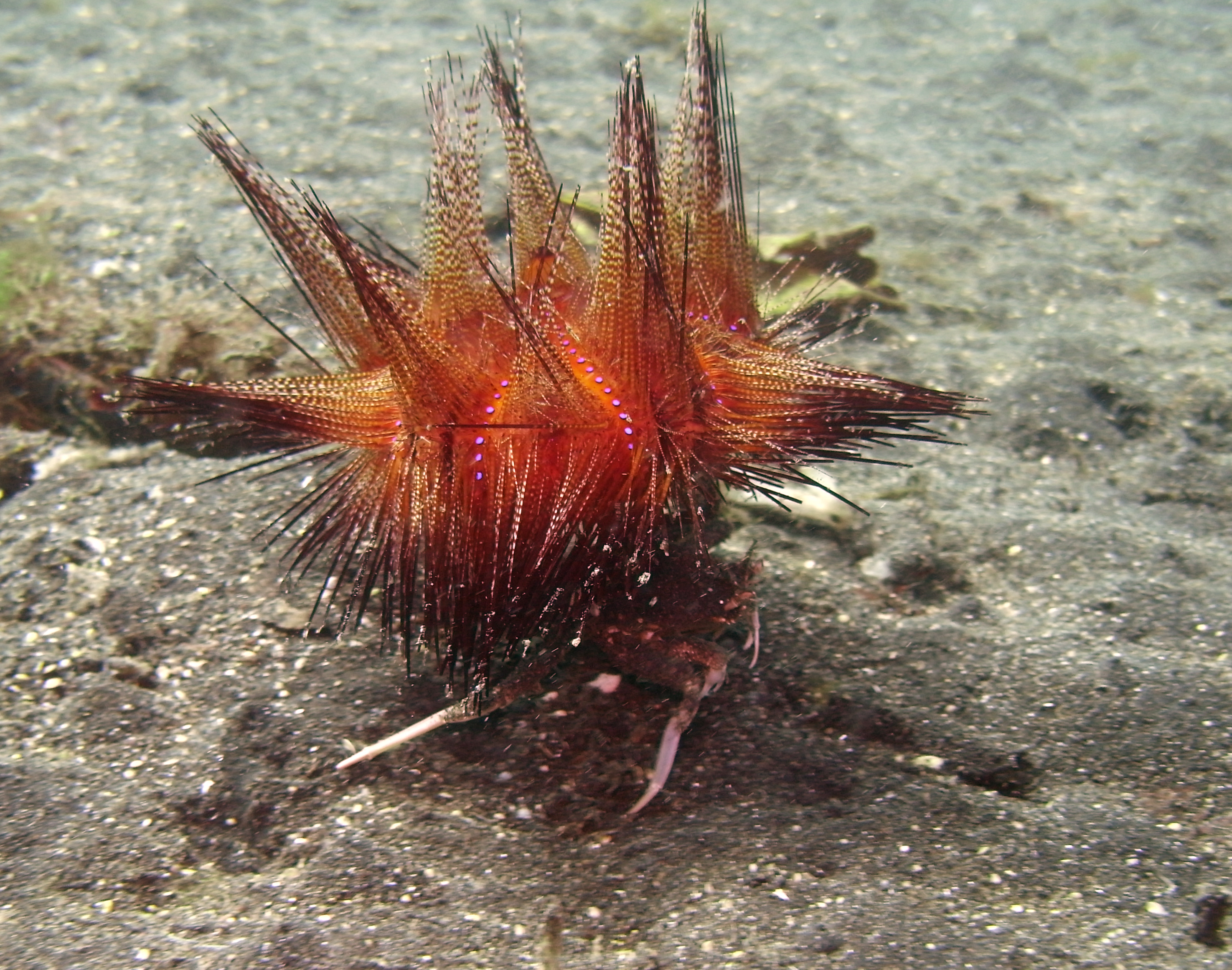
Le crabe Dorippe frascone transporte souvent ces oursins sur son dos pour se protéger de ses prédateurs, les fonds sableux étant dépourvus de refuge.

Cet oursin est assez commun dans les herbiers sableux des lagons coralliens du bassin Indo-pacifique, souvent en compagnie d'oursins diadema setosum et parfois Tripneustes gratilla ou Echinometra mathaei. Il se nourrit surtout de nuit, mais les gros adultes demeurent visibles la journée, et craignent moins la sable que les juvéniles. Ils consomment principalement des algues et plantes marines, mais aussi des éponges, des invertébrés sessiles, des charognes et des débris et plus rarement du corail, qu'ils raclent et mastiquent à l'aide de leur solide mâchoire appelée « lanterne d'Aristote ». Ces oursins sont facilement grégaires, et peuvent former des agrégations de plusieurs dizaines d'individus.
Comme tous les diadematidae, A. radiata est pourvu d'organes photosensibles sur la partie aborale du test, lui permettant de voir au-dessus de lui afin d'orienter ses radioles (épines) vers d'éventuelles menaces pour en optimiser l'angle de pénétration,.
La reproduction est gonochorique, et mâles et femelles relâchent leurs gamètes en même temps en pleine eau, où œufs puis larves vont évoluer parmi le plancton pendant quelques semaines avant de se fixer.
Certains invertébrés peuvent vivre en symbiose ou en commensalisme avec l'oursin rouge, comme les crevettes Periclimenes hirsutus ou Stegopontonia commensalis, le crabe-zèbre Zebrida adamsii, ainsi que certains poissons au stade juvénile comme Pterapogon kauderni ou lutjanus sebae. Le crabe Dorippe frascone est connu pour les porter sur son dos, pour se protéger des prédateurs lors de ses déplacements à découvert.
Certains individus peuvent atteindre l'âge de 200 ans.

## Astropyga radiataet l'Homme
C'est un animal courant dans certaines régions où les herbiers sont importants. Il n'est d'aucune valeur commerciale, et ne semble consommé dans aucun pays de son aire de répartition. 
Sa taille et ses couleurs limitent les risques de marcher dessus par inadvertance, contrairement à certains de ses cousins comme Echinometra mathaei, qui habitent souvent les mêmes lieux. C'est une chance, car ses radioles secondaires inoculent un venin très douloureux, quoique sans grand danger pour l'Homme,.
Cet oursin est aussi apprécié en aquariophilie marine tropicale pour ses belles couleurs ; cependant sa croissance rapide et sa taille conséquente nécessitent un apport en nourriture important (faute de quoi il peut s'attaquer à des animaux lents ou à des végétaux habituellement dédaignés), et un aquarium de grande taille, d'au moins 200 litres.
La beauté de cet oursin multicolore en fait également un sujet de choix pour les photographes sous-marins.
L'espèce, non exploitée par l'Homme, n'est pas considérée comme menacées par les experts de l'IUCN. Au contraire, la surexploitation de ses prédateurs (poissons, étoiles de mer), la prolifération d'algues dans les lagons coralliens (due à la destruction du corail et à l'enrichissement des eaux en nutriments) et les modifications générales du milieu favorables aux détritivores tendent à accroître la population de cet oursin, de manière parfois importante dans certains endroits du globe.

## Classification
Le nom valide complet (avec auteur) de ce taxon est Astropyga radiata (Leske, 1778).
L'espèce a été initialement classée dans le genre Cidaris sous le protonyme Cidaris radiata Leske, 1778.
Ce taxon porte en français le nom vernaculaire ou normalisé suivant : Oursin rouge.
En anglais, il est appelé Star urchin, Blue-spotted urchin, Red sea urchin, ou encore False fire urchin. En allemand il est nommé Roter (Diadem) Seeigel, et son nom est Riccio rosso en italien et Falso erizo de fuego en espagnol.
Astropyga radiata a pour synonymes :
- Asteropyga radiata
- Astropyga elastica Bell, 1876
- Astropyga freudenbergi Sarasin, 1887
- Astropyga major (Seba, 1734)
- Astropyga mossambica Peters, 1853
- Cidaris radiata Leske, 1778
- Cidarites radiata (Leske, 1778)
- Diadema radiatum (Leske, 1778)
- Echinus radiatus (Leske, 1778)
- Echionanthus major Seba, 1734

### Étymologie
Son épithète spécifique, du latin radiata, « rayonné », fait probablement référence aux faisceaux formés par les piquants et les aires interambulacraires.